# 瓜尔迪奥拉-德贝尔加
瓜尔迪奥拉-德贝尔加（西班牙語：Guardiola de Berga），是西班牙加泰罗尼亚巴塞罗那省的一个市镇。总面积62平方公里，总人口940人（2001年），人口密度15人/平方公里。